# كأس ملك إسبانيا 1947
كأس ملك إسبانيا 1947 (بالإسبانية: Copa del Generalísimo de fútbol 1947)‏ هو الموسم 43 من كأس ملك إسبانيا. أشرف على تنظيمه الاتحاد الملكي الإسباني لكرة القدم، وكان عدد الأندية المشاركة فيه 28، وفاز فيه ريال مدريد.